# St-Taurin (Évreux)

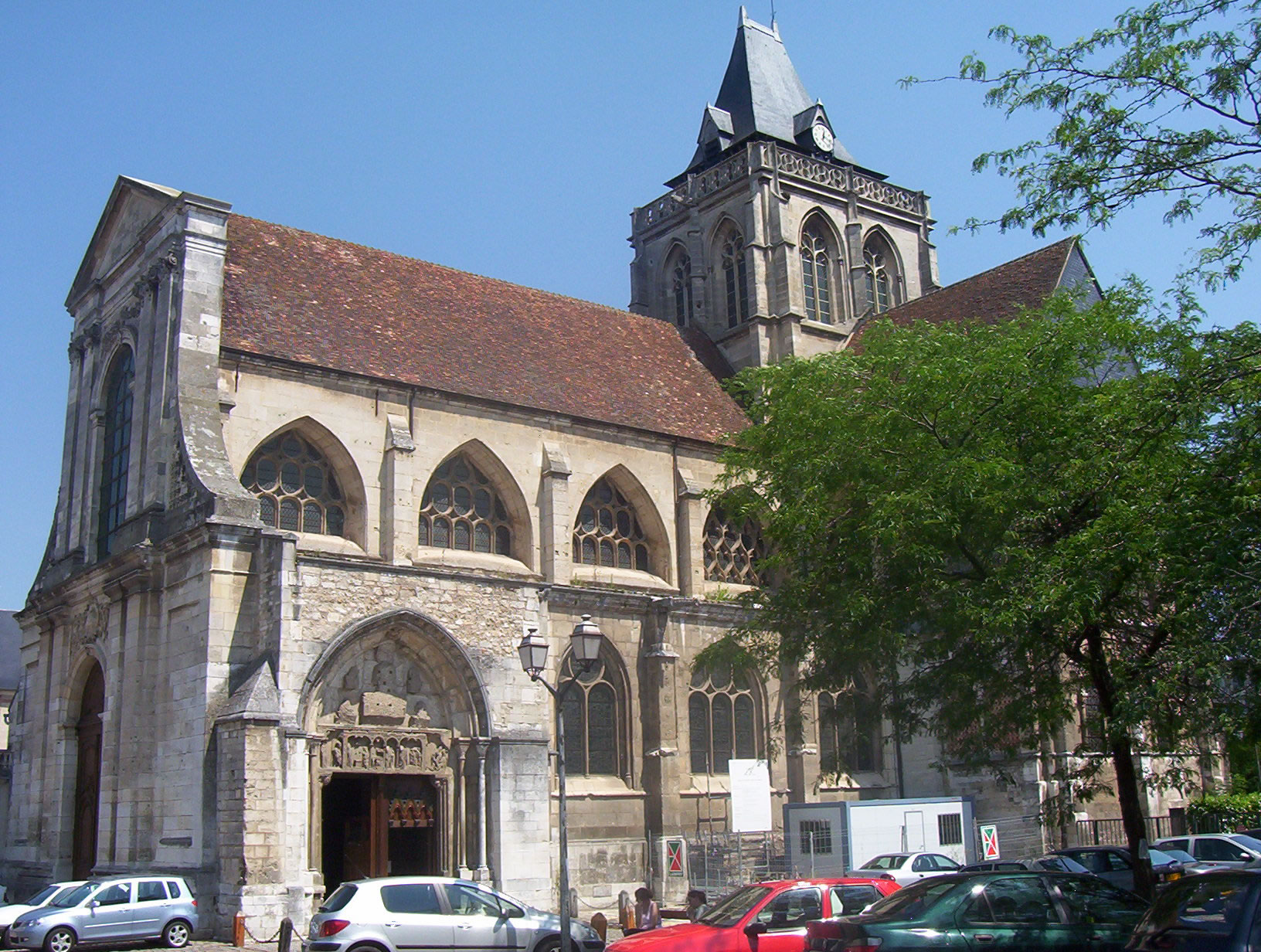
Kirche St-Taurin in Évreux

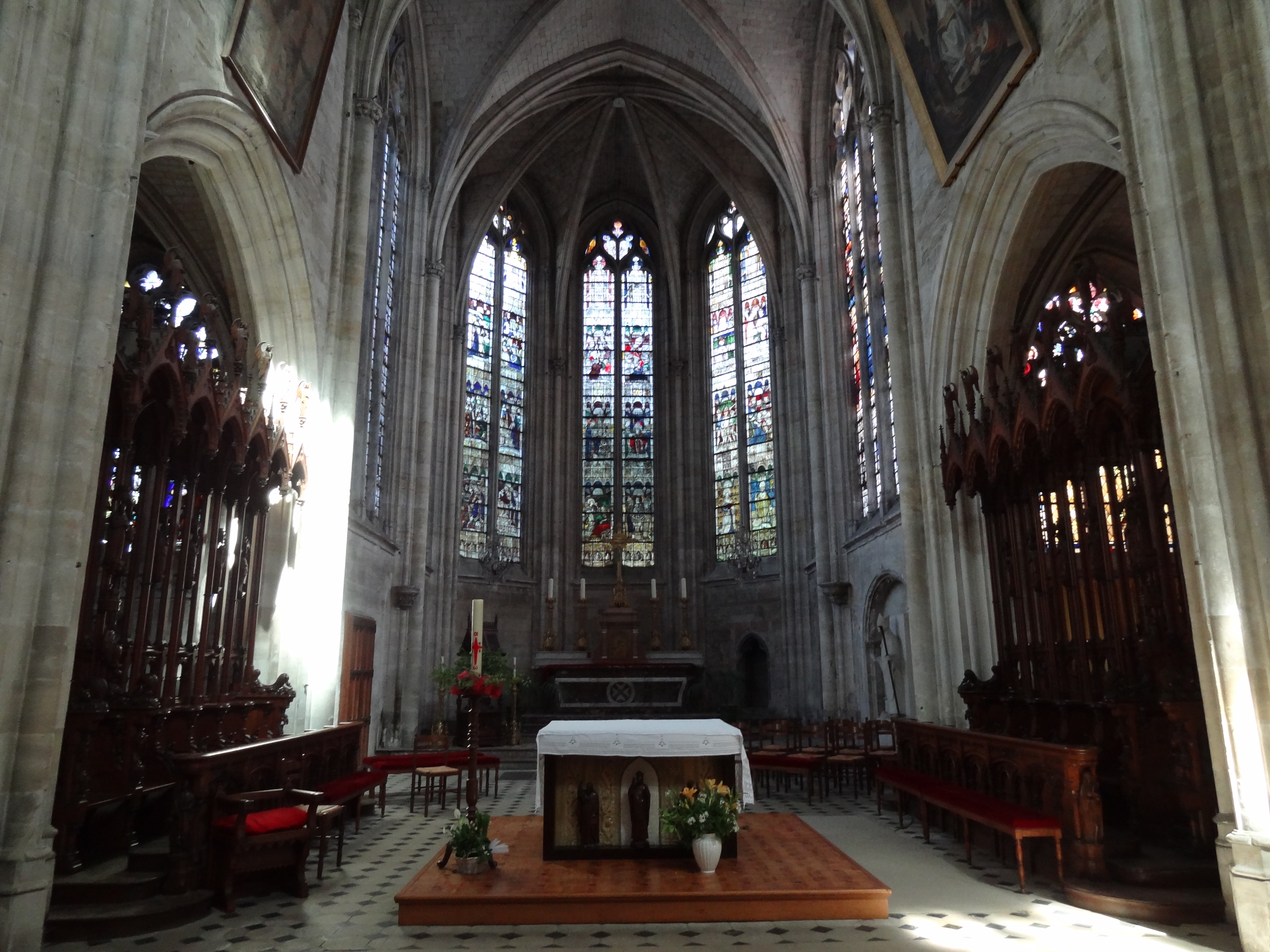
Chor der Kirche

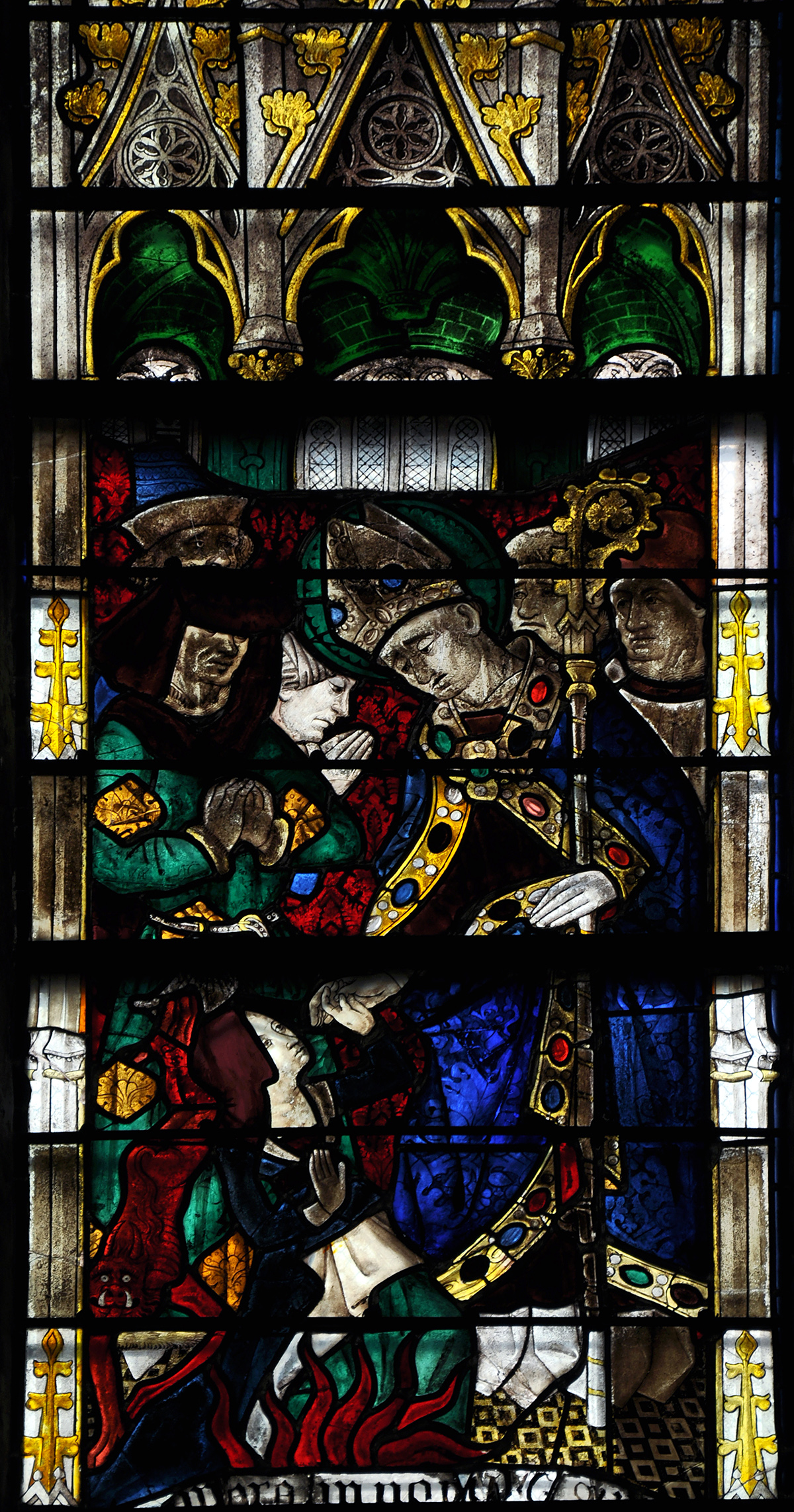
Bleiglasfenster mit der Darstellung des heiligen Taurinus, 15. Jahrhundert

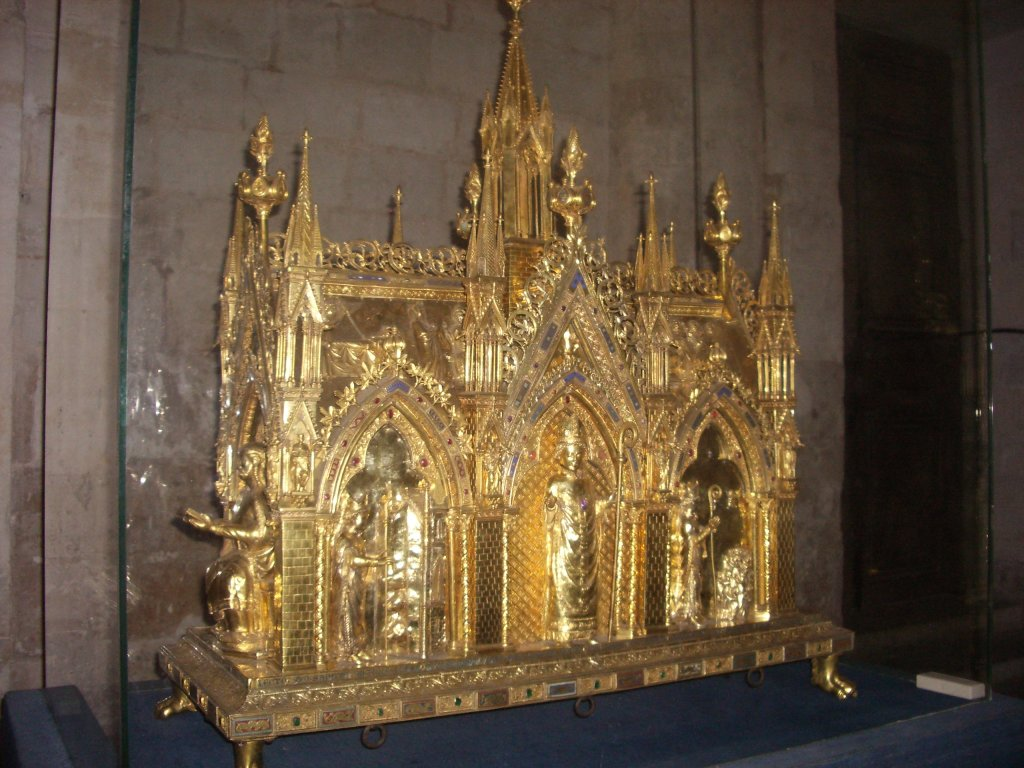
Reliquienschrein des heiligen Taurinus

Die römisch-katholische Kirche St-Taurin in Évreux, einer französischen Stadt im Département Eure in der Region Normandie, wurde ab dem 11. Jahrhundert errichtet. Die romanische Kirche ist seit 1840 ein geschütztes Baudenkmal (Monument historique).

## Geschichte
Ende des 10. Jahrhunderts ließ Herzog Richard I. an der Stelle der heutigen Kirche eine Abtei errichten. Die dem heiligen Taurinus von Évreux geweihte ehemalige Abteikirche wurde ab dem 11. Jahrhundert erbaut und im Laufe der folgenden Jahrhunderte immer wieder verändert.

## Beschreibung
Der älteste Teil der Kirche, aus dem Ende des 11. Jahrhunderts, ist im nördlichen Querhaus erhalten. Der südliche Querhausarm stammt aus dem zweiten Viertel des 12. Jahrhunderts. An ihn ist eine kleine Apsis angebaut, die heute als Sakristei dient. Die Krypta, die sich unter einem Teil des Staffelchors befindet, wurde fast vollständig erneuert. Die größten Umbauten fanden im 15. und 16. Jahrhundert statt, wobei die Kirche gotisiert wurde.
Das ehemals aus sieben Jochen bestehende Mittelschiff wurde im Jahr 1715 um zwei Joche verkürzt. Die gestuften Arkaden der linken Seite liegen auf Kapitellen auf, die im 19. Jahrhundert renoviert wurden.

## Bleiglasfenster
- Die drei Bleiglasfenster des Chors stammen aus dem 15. Jahrhundert. Sie stellen Szenen aus dem Leben des heiligen Taurinus dar: Die Verkündigung seiner Geburt, seine Taufe, seine Ankunft in der Stadt u. a.
- Zwei weitere große Fenster des Chors, ebenfalls aus dem 15. Jahrhundert, haben als Motiv den Tod Mariens und ihre Auferstehung.
- Zwischen Chor und Querhaus sind Fenster aus dem 19. Jahrhundert zu sehen, die die Legende des heiligen Leufroy d’Évreux erzählen.
- Das Fenster des südlichen Querhauses, aus dem 15. Jahrhundert, stellt einen Bischof, die hl. Katharina von Alexandrien, die Kirchenväter Augustinus, Ambrosius und Gregor den Großen dar.
- Die seitlichen Fenster, von Max Ingrand geschaffen, zeigen Noah und die Sintflut, die Opferung Isaaks, Christus in der Kelter und eine Messfeier.

## Reliquienschrein des heiligen Taurinus
Der kostbare Reliquienschrein des heiligen Taurinus wurde im 13. Jahrhundert im Auftrag von Gilbert de Saint-Martin geschaffen. Der Schrein aus Holz und Silber ist mit einem aus Gold gefertigten Relief überzogen, das verschiedene Szenen aus dem Leben des heiligen Taurinus darstellt.

## Orgel

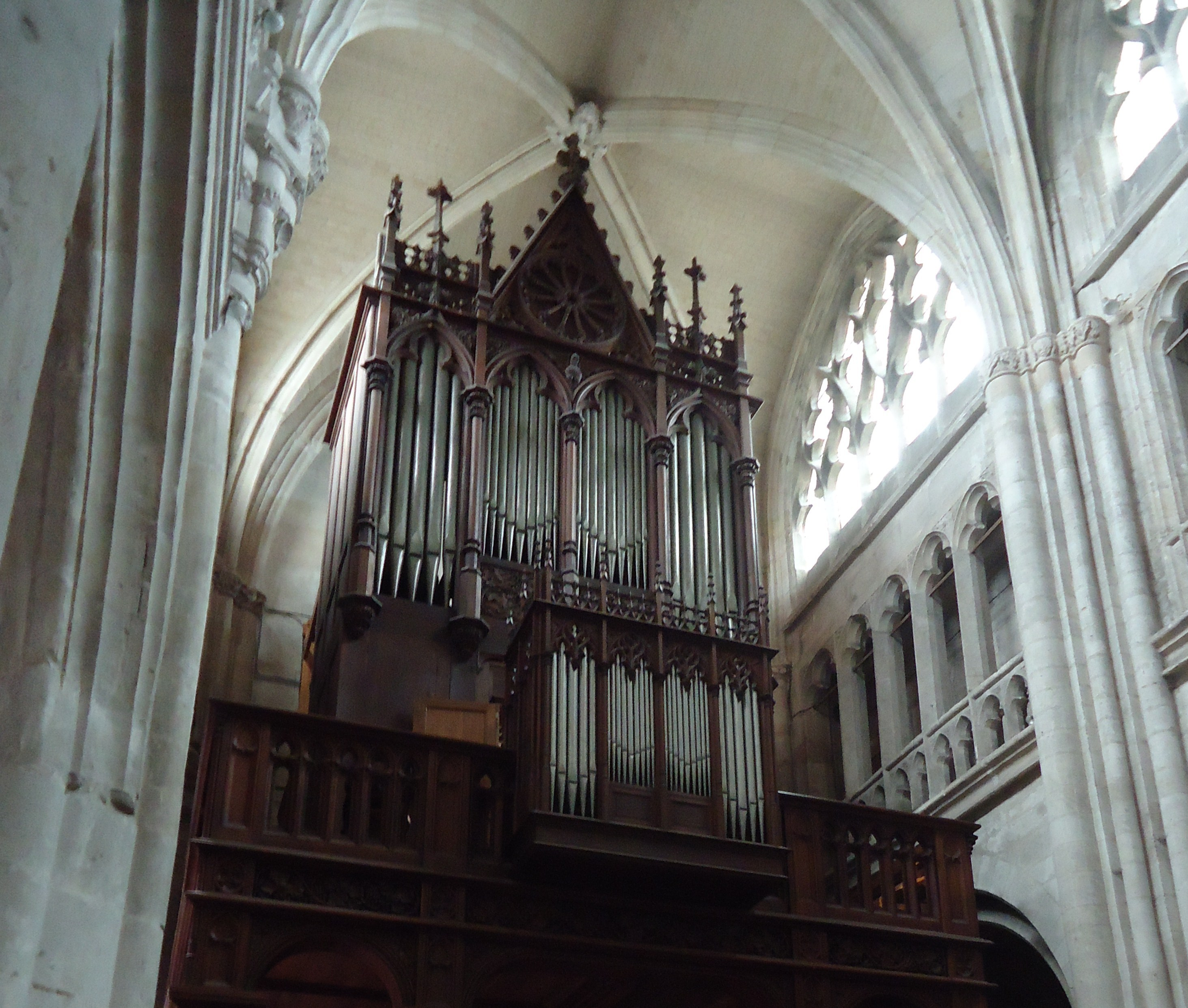
Orgelprospekt mit Rückpositiv

Die Orgel wurde 1842 von Louis Callinet erbaut sowie 1974 von Alfred Kern restauriert und modifiziert. Das Schleifladen-Instrument hat 31 Register auf drei Manualwerken und Pedal. Die Spiel- und Registertrakturen sind mechanisch.
| I Positif de dos C–f3 |        |
| Bourdon               | 8′     |
| Prestant              | 4′     |
| Nasard                | 2 ⁄3′  |
| Doublette             | 2′     |
| Tierce                | 1 3⁄5′ |
| Cymbale III           |        |
| Cromorne              | 8′     |
| Tremblant             |        |

| II Grand-Orgue C–f3 |        |
| Bourdon             | 16′    |
| Montre              | 08′    |
| Bourdon             | 08′    |
| Prestant            | 04′    |
| Quinte              | 02 ⁄3′ |
| Doublette           | 02′    |
| Sifflet             | 01′    |
| Cornet V            | 08′    |
| Plein-Jeu V 0       |        |
| Trompette           | 08′    |
| Clairon             | 04′    |

| III Récit expressif e0–f3 |    |
| Bourdon                   | 8′ |
| Gambe                     | 8′ |
| Voix-Céleste              | 8′ |
| Flûte octaviante          | 4′ |
| Trompette                 | 8′ |
| Voix-Humaine              | 8′ |
| Hautbois                  | 8′ |
| Tremblant                 |    |

| Pédale C–f1     |     |
| Soubasse        | 16′ |
| Flûte           | 08′ |
| Prestant        | 04′ |
| Bombarde douce0 | 16′ |
| Trompette       | 08′ |
| Chalumeau       | 04′ |

- Koppeln: I/II, III/I, III/II, I/P, II/P, III/P